# Almanac Singers
Almanac Singers foi um grupo de músicos folk empenhado nos movimentos sindical, social e pacifista. Seu principiais integrantes, compositores de praticamente todo o repertório, eram Pete Seeger e Woody Guthrie.
Os Almanac Singers faziam parte da Frente Popular, uma aliança de liberais e esquerdistas, que inclui os membros do Partido Comunista dos E.U.A. (Cujo slogan, sob a liderança de Earl Browder, era "O comunismo é o americanismo do século XX"), que prometeu colocar de lado suas diferenças para lutar contra o fascismo e promover a inclusão religiosa e racial, e os direitos dos trabalhadores. Os Almanac Singers sentiam fortemente que as suas canções poderiam ajudar a alcançar estes objectivos.
Em 1942, inteligência do Exército e o FBI decidiram que o Almanac Singers e suas mensagens pacifistas eram uma ameaça ao recrutamento e ao moral dos esforços de guerra entre negros e jovens, eles foram perseguidos por opiniões e fofocas da imprensa dos tablóides de Nova York pelo resto de suas carreira. Finalmente, tiveram de mudar seu nome, ressurgindo, em 1950, com alguns novos integrantes, como The Weavers.

## Discografia

### Álbuns de estúdio (originais)
1. Songs for John Doe (Almanac Records, 1941).
2. Talking Union & Other Union Songs (Keynote, 1941).
3. Deep Sea Chanteys and Whaling Ballads (General, 1941).
4. Sod Buster Ballads (General, 1941).
5. Dear Mr. President (Keynote, 1942).
6. Songs Of The Lincoln Battalion (Stinson/Asch, 1944)[3].

### Singles
- Song For Bridges / Babe of Mine (Keynote, 1941).
- Boomtown Bill / Keep That Oil A-Rollin (Keynote, 1942).

### Compilações
- Talking Union & Other Union Songs (Smithsonian Folkways, 1973)
- Their Complete General Recordings (MCA, 1996)
- Songs of Protest (Prism, 2001)
- Talking Union, Vol. 1 (Naxos, 2001)
- The Sea, The Soil & The Struggle (Naxos, 2004)